# پیه (گیاهان)

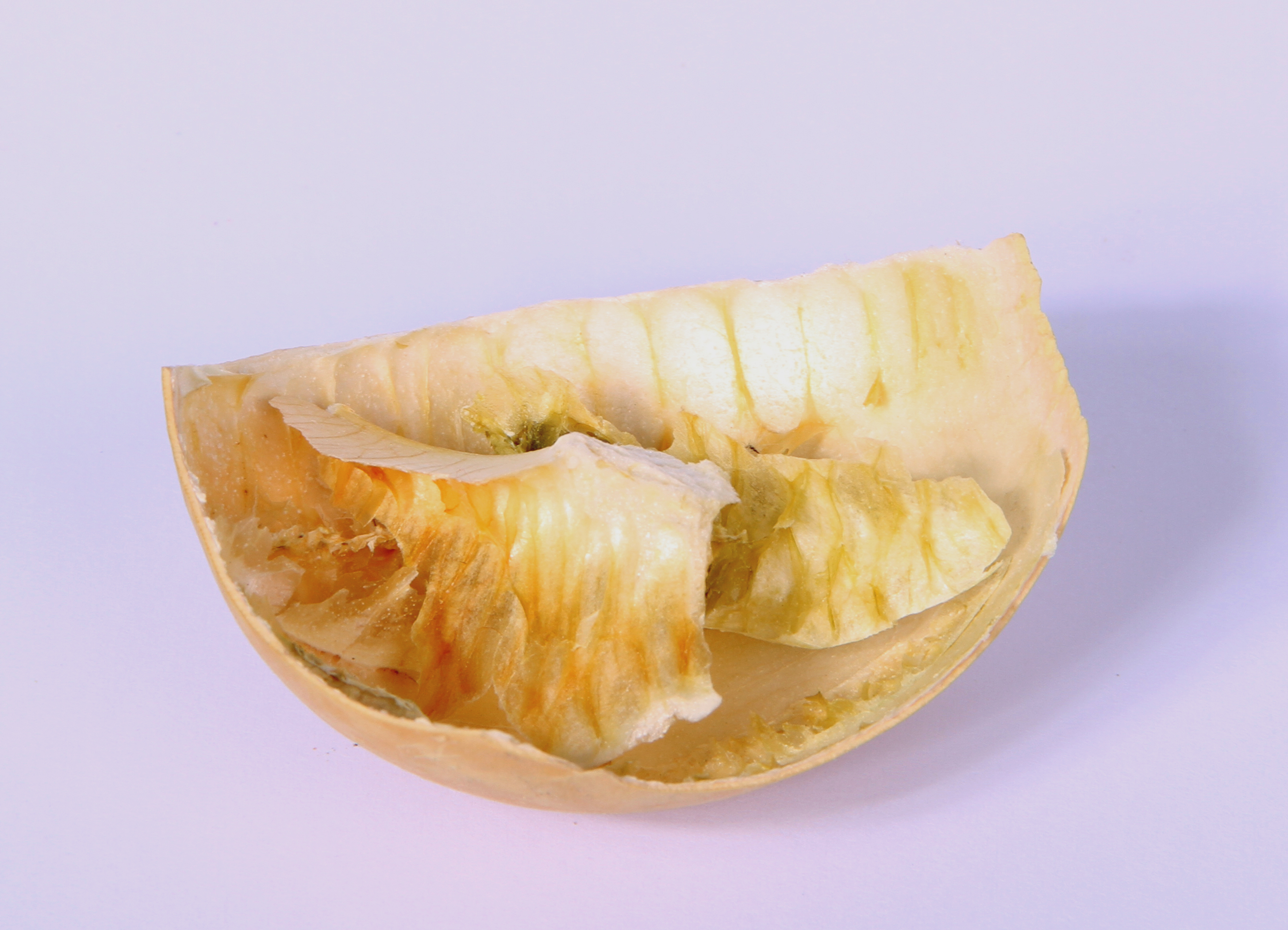
پیه هندوانه ابوجهل

پیه، عبارت است از قسمت گوشتی داخل میوه گیاهان که بعد از خشک شدن به صورت جسم سفیدی دیده می‌شود.

## انواع
در میوه انار و هندوانه ابوجهل پیه فراوانی به نسبت دیگر میوه‌ها وجود دارد.